# Leesburg (Geórgia)
Leesburg é uma cidade localizada no estado americano de Geórgia, no Condado de Lee.

## Demografia
Segundo o censo americano de 2000, a sua população era de 2633 habitantes.
Em 2006, foi estimada uma população de 2862, um aumento de 229 (8.7%).

## Geografia
De acordo com o United States Census Bureau tem uma área de 12,3 km², dos quais 12,2 km² cobertos por terra e 0,1 km² cobertos por água. Leesburg localiza-se a aproximadamente 70 m acima do nível do mar.

## Localidades na vizinhança
O diagrama seguinte representa as localidades num raio de 28 km ao redor de Leesburg.